# Volvo XC90
De Volvo XC90 is een luxewagen in de SUV-klasse (sports utility vehicle), die sinds 2002 wordt geleverd door de Volvo Car Corporation. 

## Eerste generatie

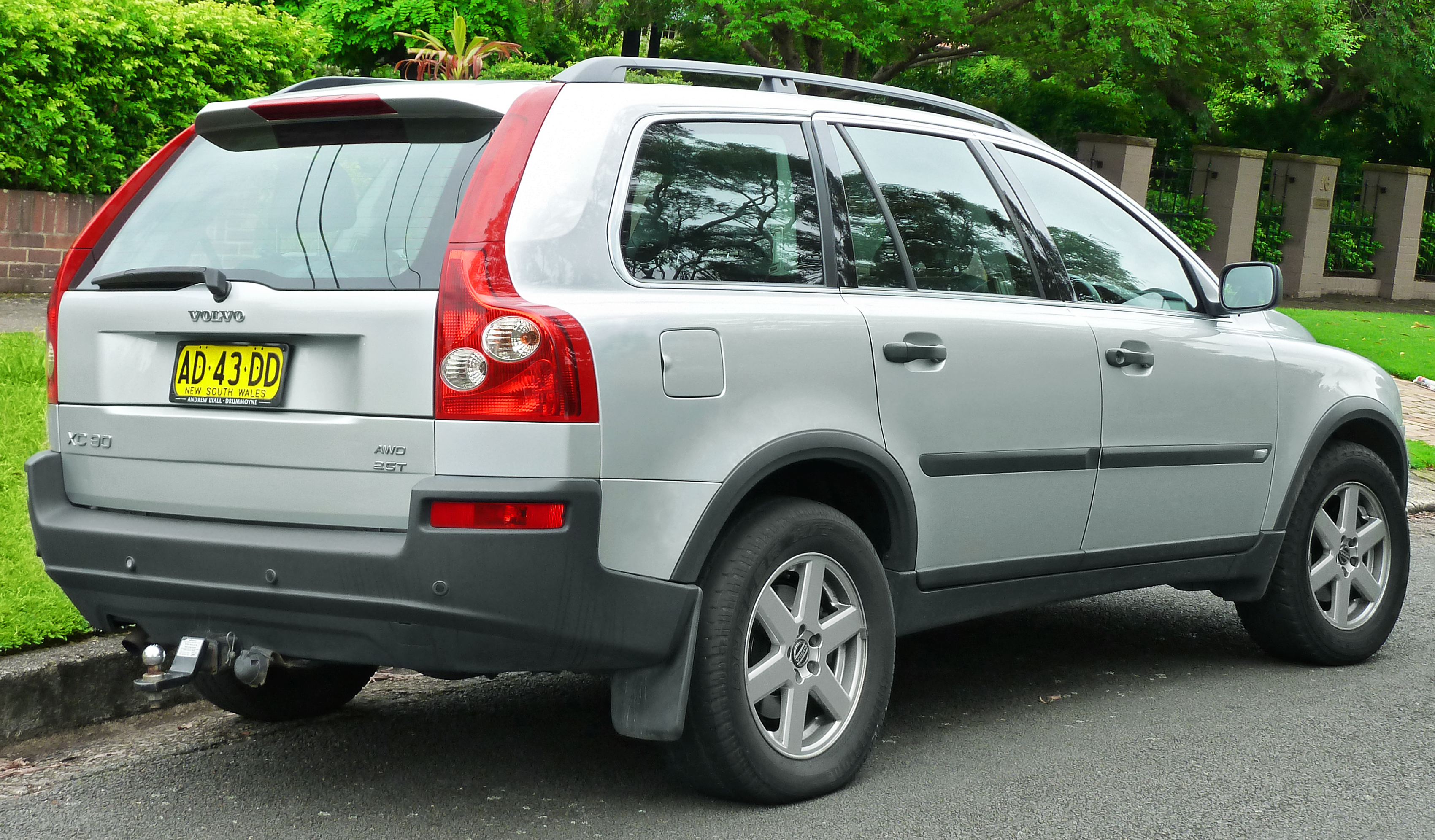
Volvo XC90

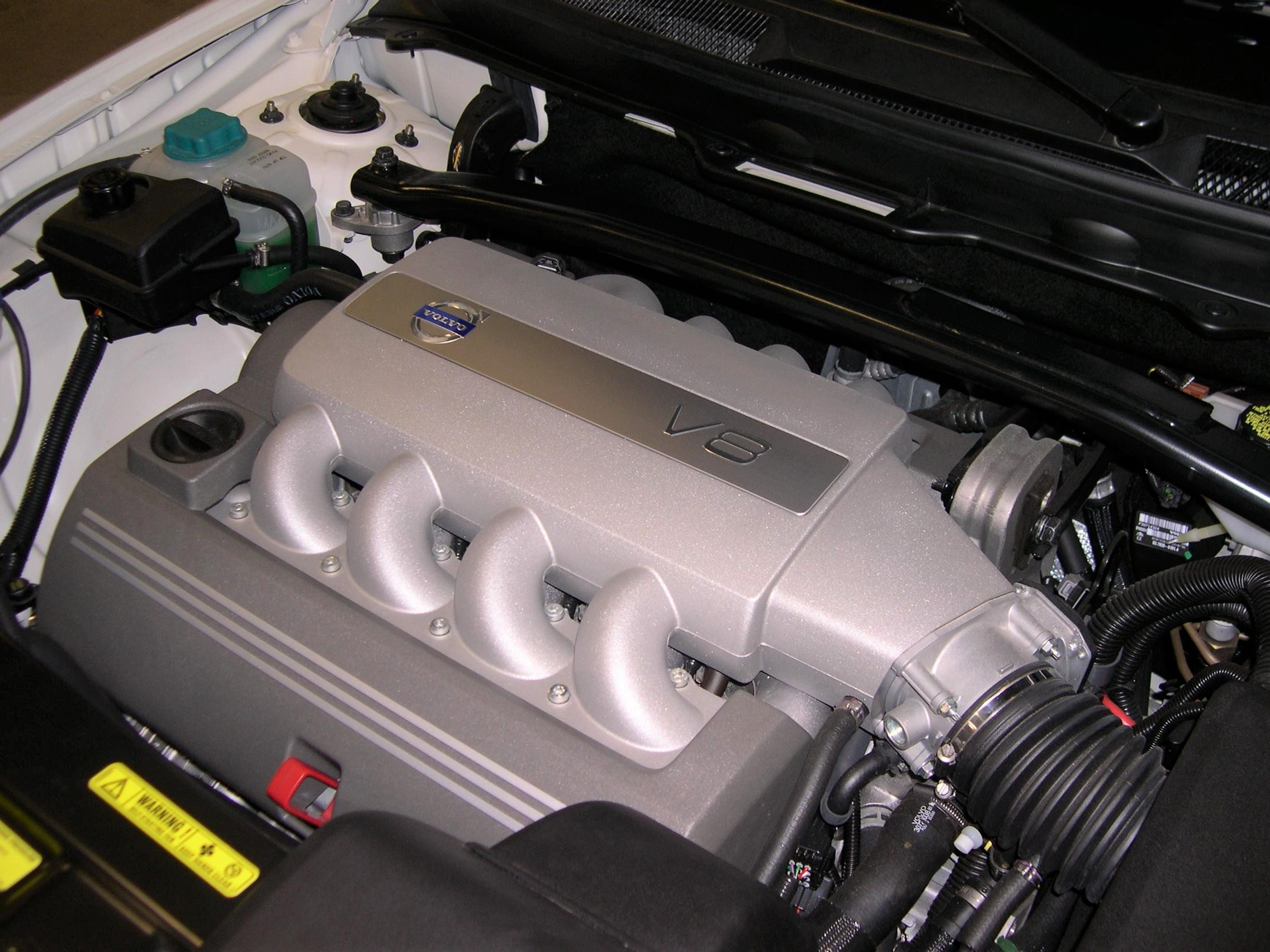
De V8-motor met 311 pk

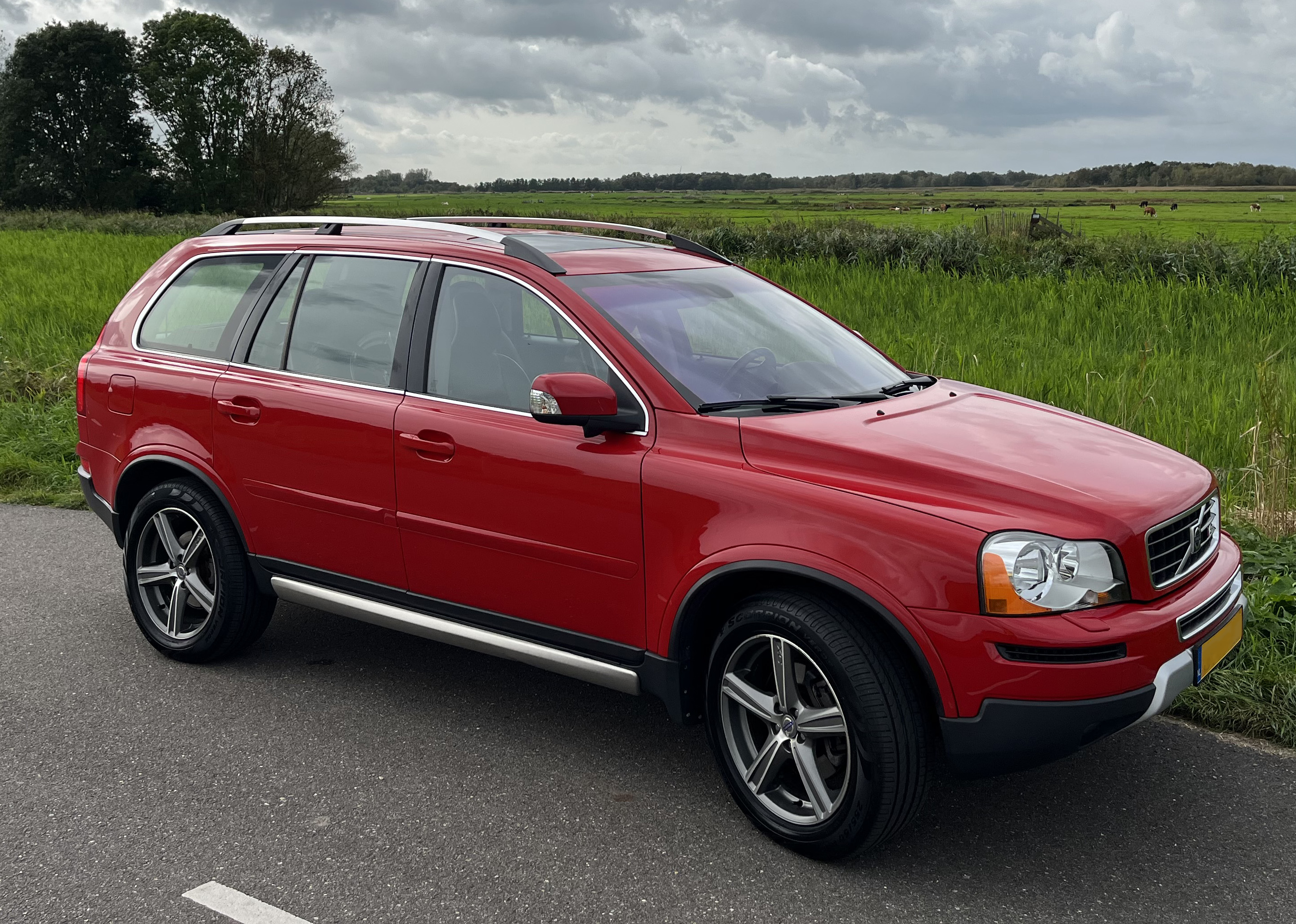
Facelift van eerste generatie XC90, dit is een Sport uitvoering van modeljaar 2008

De auto is gebaseerd op het Volvo P2 platform, dat hij deelt met de eerste generatie Volvo S80. Diverse componenten deelt hij met de Volvo S80 en andere grote modellen. Directe concurrenten van de XC90 zijn de BMW X5, de Mercedes-Benz M-Klasse en de Volkswagen Touareg.
De XC90 is het meest succesvol in de Verenigde Staten, waar hij jaarlijks goed is voor zo'n 25% van de omzet. In 2003 heeft de XC90 de prestigieuze North American Truck of the Year Award, uitgereikt door het Motor Trend tijdschrift, voor SUV van het jaar gewonnen. Dit onder meer omdat in deze periode de nieuwe generatie design SUV's die uit Europa kwamen zeer succesvol waren. In de VS is de XC90 ook leverbaar met alleen voorwielaandrijving.
In 2005 kwam er een nieuwe V8-motor voor de XC90 uit. Deze 4.4 liter Yamaha V8-motor produceert 311 pk (232 kW) en 325 ft.lbf (441 Nm). Begin 2006 heeft de XC90 nog een facelift gekregen waarbij de 2.5T motor (210 pk) kwam te vervallen en werd vervangen door de atmosferische 3.2 zes-in-lijnmotor met 238 pk.
De XC90 is verkrijgbaar als vijf- of als zevenzitter.
Medio 2010 gaf Volvo nog aan geen opvolger voor de XC90 te ontwikkelen, omdat de fullsize SUV uit de mode is en niet past bij het imago van Volvo, dat graag veiligheid, ingetogenheid en duurzaamheid uitstraalt. Later bleek echter dat, met ingang van 2011, Volvo van plan was een volledig nieuwe XC90-model op de markt te brengen op de middellange termijn. Het model dat in 2012 verkocht werd, was nog steeds van de eerste generatie. De tweede generatie is in september 2014 in de verkoop gegaan.

### Motoren
Benzine
| Model    | Cilinderinhoud | Cilinderaantal | Vermogen        | Koppel | Transmissie | 0–100 km/h  | Topsnelheid    | Periode   | Opmerkingen            |
| -------- | -------------- | -------------- | --------------- | ------ | ----------- | ----------- | -------------- | --------- | ---------------------- |
| 2.5T AWD | 2521 cm³       | 5-in-lijn      | 154 kW (210 pk) | 320 Nm | hand / auto | 9,5 / 9,9 s | 210 / 210 km/h | 2003–2006 | met turbolader         |
| 3.2 AWD  | 3192 cm³       | 6-in-lijn      | 175 kW (238 pk) | 320 Nm | auto        | 9,5 s       | 210 km/h       | 2006–2010 | -                      |
| 3.2 AWD  | 3192 cm³       | 6-in-lijn      | 179 kW (243 pk) | 320 Nm | auto        | 9,5 s       | 210 km/h       | 2011–2012 | -                      |
| T6 AWD   | 2922 cm³       | 6-in-lijn      | 200 kW (272 pk) | 380 Nm | auto        | 9,3 s       | 210 km/h       | 2002–2005 | met dubbele turbolader |
| V8 AWD   | 4414 cm³       | V8             | 232 kW (311 pk) | 440 Nm | auto        | 7,3 s       | 210 km/h       | 2006-2011 |                        |

Diesel
| Model    | Cilinderinhoud | Cilinderaantal | Vermogen        | Koppel | Transmissie | 0–100 km/h    | Topsnelheid    | Periode   | Opmerkingen         |
| -------- | -------------- | -------------- | --------------- | ------ | ----------- | ------------- | -------------- | --------- | ------------------- |
| D5 AWD   | 2401 cm³       | 5-in-lijn      | 120 kW (163 pk) | 340 Nm | hand / auto | 12,3 / 12,3 s | 190 / 185 km/h | 2003–2005 |                     |
| 2.4D AWD | 2401 cm³       | 5-in-lijn      | 120 kW (163 pk) | 340 Nm | auto        | 12,3 s        | 185 km/h       | 2005–2005 |                     |
| D3       | 2401 cm³       | 5-in-lijn      | 120 kW (163 pk) | 340 Nm | auto        | 11,8 s        | 190 km/h       | 2010–2012 | voorwielaangedreven |
| D4       | 2401 cm³       | 5-in-lijn      | 120 kW (163 pk) | 340 Nm | auto        | 11,8 s        | 190 km/h       | 2012–2014 | voorwielaangedreven |
| D5 AWD   | 2401 cm³       | 5-in-lijn      | 135 kW (185 pk) | 400 Nm | hand / auto | 10,9 / 11,5 s | 195 / 190 km/h | 2005–2010 |                     |
| D5 AWD   | 2401 cm³       | 5-in-lijn      | 147 kW (200 pk) | 420 Nm | auto        | 10,3 s        | 205 km/h       | 2010–2014 |                     |

## Tweede generatie

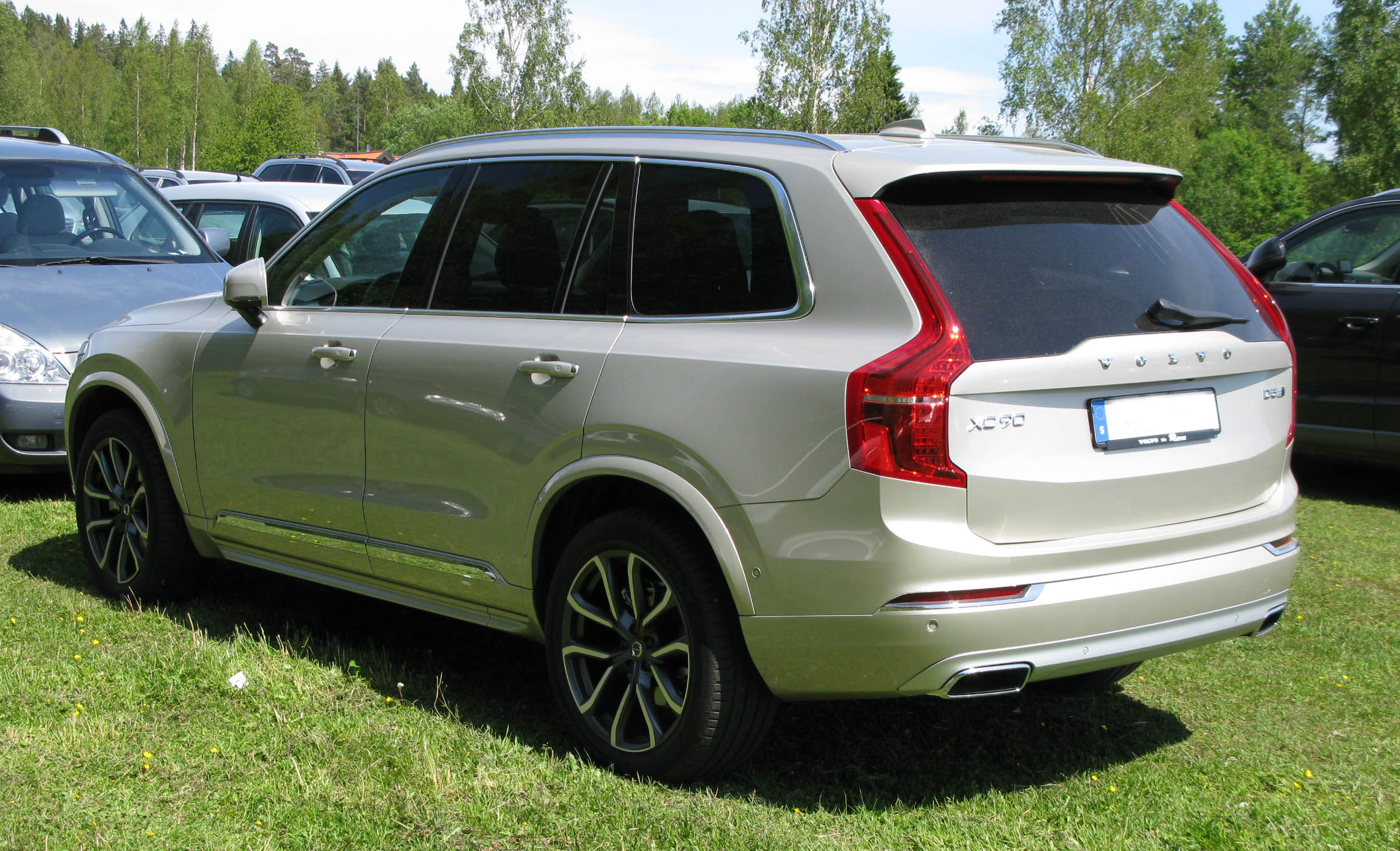
Volvo XC90

Eind januari 2015 begon de productie van de tweede XC90, die plaatsvindt in de Torslanda-fabriek, in de buurt van Göteborg. Sinds de zomer van 2014 werden stapsgewijs details van bekendgemaakt: volgens de fabrikant zullen er enkele noviteiten zijn, vooral op het gebied van veiligheid. Op 27 augustus 2014 werd de XC90 aan het publiek gepresenteerd tijdens wereldpremière in Stockholm, Zweden.
De XC90 kon vanaf 3 september 2014 worden besteld in de speciale uitvoering: First Edition. Van deze zeer complete First Edition werden wereldwijd 1.927 exemplaren gebouwd. Dit getal komt overeen met het geboortejaar van “Volvo”. De First Edition was leverbaar met de nieuwe D5 twin-turbo dieselmotor met een vermogen van 225 pk en 470 Nm koppel, de krachtbron is gekoppeld met een 8-traps automaat.
De nieuwe Volvo XC90 wordt aangedreven door tweeliter viercilinder Drive-E motoren van de nieuwe VEA-generatie, welke voldoen aan de Euro 6-norm. Het topmodel van de serie is de 405 pk sterkte T8. Een 233 kW (317 pk) benzinemotor wordt ondersteund door een elektromotor van 65 kW. Het gemiddeld verbruik zou hierbij op 2,1 liter per 100 km uit kunnen komen. Volgens de fabrikant rijdt de plug-inhybride tot 40 kilometer puur elektrisch. Alle motoren zijn uitgerust met de 8-traps automaat.

### Motoren
Benzine
| Model  | Cilinderinhoud | Cilinderaantal | Vermogen        | Koppel | Transmissie      | 0–100 km/h | Topsnelheid | Periode   |
| ------ | -------------- | -------------- | --------------- | ------ | ---------------- | ---------- | ----------- | --------- |
| T5 AWD | 1969 cm³       | 4-in-lijn      | 187 kW (254 pk) | 350 Nm | 8-traps automaat | 8,2 s      | 215 km/h    | 2014–2017 |
| T5 AWD | 1969 cm³       | 4-in-lijn      | 184 kW (250 pk) | 350 Nm | 8-traps automaat | 7,9 s      | 215 km/h    | 2017–2019 |
| T6 AWD | 1969 cm³       | 4-in-lijn      | 235 kW (320 pk) | 400 Nm | 8-traps automaat | 6,5 s      | 230 km/h    | 2016–2017 |
| T6 AWD | 1969 cm³       | 4-in-lijn      | 228 kW (310 pk) | 400 Nm | 8-traps automaat | 6,5 s      | 230 km/h    | 2017–2018 |

PHEV
| Model                 | Cilinderinhoud | Cilinderaantal | Vermogen        | Koppel | Transmissie      | 0–100 km/h | Topsnelheid | Periode   |
| --------------------- | -------------- | -------------- | --------------- | ------ | ---------------- | ---------- | ----------- | --------- |
| T8 Plug-in-Hybrid AWD | 1969 cm³       | 4-in-lijn      | 299 kW (407 pk) | 640 Nm | 8-traps automaat | 5,6 s      | 230 km/h    | 2014–2019 |

Diesel
| Model  | Cilinderinhoud | Cilinderaantal | Vermogen        | Koppel | Transmissie      | 0–100 km/h | Topsnelheid | Periode   |
| ------ | -------------- | -------------- | --------------- | ------ | ---------------- | ---------- | ----------- | --------- |
| D4     | 1969 cm³       | 4-in-lijn      | 140 kW (190 pk) | 400 Nm | 8-traps automaat | 9,2 s      | 205 km/h    | 2014–2018 |
| D5 AWD | 1969 cm³       | 4-in-lijn      | 165 kW (225 pk) | 470 Nm | 8-traps automaat | 7,8 s      | 220 km/h    | 2016–2017 |
| D5 AWD | 1969 cm³       | 4-in-lijn      | 173 kW (235 pk) | 480 Nm | 8-traps automaat | 7,8 s      | 220 km/h    | 2017–2019 |

### Facelift
In mei 2019 kreeg de XC90 een facelift. De XC90 kreeg een andere grille, nieuw type velgen en nieuwe exterieurkleuren. Verder kregen de veiligheidssystemen een update, met onder andere het nieuwe Oncoming Lane Mitigation systeem, wat frontale aanrijdingen moet voorkomen. Onderhuids kregen de motoren een upgrade. De T8 plug-in-hybrid kreeg een groter accupakket welke voor een grotere elektrische actieradius zorgt. De D5 dieselmotor werd voorzien van mild-hybrid techniek. Een regeneratief remsysteem zorgt ervoor dat de remenergie wordt opgeslagen in een accu. Deze energie kan weer gebruikt worden tijdens het rijden, wat voor een lager verbruik zorgt. De naam D5 met mild-hybrid techniek is omgedoopt naar B5.

### Motoren
Benzine
| Model  | Cilinderinhoud | Cilinderaantal | Vermogen        | Koppel | Transmissie      | 0–100 km/h | Topsnelheid | Periode    |
| ------ | -------------- | -------------- | --------------- | ------ | ---------------- | ---------- | ----------- | ---------- |
| T5 AWD | 1969 cm³       | 4-in-lijn      | 184 kW (250 pk) | 350 Nm | 8-traps automaat | 7,9 s      | 215 km/h    | 2019–heden |

PHEV
| Model                 | Cilinderinhoud | Cilinderaantal | Vermogen        | Koppel | Transmissie      | 0–100 km/h | Topsnelheid | Periode    |
| --------------------- | -------------- | -------------- | --------------- | ------ | ---------------- | ---------- | ----------- | ---------- |
| T8 Plug-in-Hybrid AWD | 1969 cm³       | 4-in-lijn      | 299 kW (390 pk) | 640 Nm | 8-traps automaat | 5,8 s      | 230 km/h    | 2019–heden |

Diesel
| Model              | Cilinderinhoud | Cilinderaantal | Vermogen        | Koppel | Transmissie      | 0–100 km/h | Topsnelheid | Periode    |
| ------------------ | -------------- | -------------- | --------------- | ------ | ---------------- | ---------- | ----------- | ---------- |
| B5 Mild Hybrid AWD | 1969 cm³       | 4-in-lijn      | 184 kW (249 pk) | 520 Nm | 8-traps automaat | 7,6 s      | 220 km/h    | 2019–heden |